# WWE 2K22
WWE 2K22 est un jeu vidéo développé par Visual Concepts et édité par 2K Sports. Il est sorti le 11 mars 2022 mondialement sur PlayStation 4, PlayStation 5, Xbox One, Xbox Series et Windows.
Il s'agit de la vingt-deuxième édition basée sur la promotion de catch World Wrestling Entertainment, et du neuvième opus de la série WWE 2K. Il est précédé par WWE 2K Battlegrounds.
La superstar présente sur la jaquette du jeu est Rey Mysterio.
2K Sports a annoncé que les serveurs en ligne fermeront le 3 janvier 2024, tandis que le jeu et ses DLCs furent retirés de la vente plus tard durant le même mois.